# 條紋胸麗魚
條紋胸麗魚，為輻鰭魚綱鱸形目隆頭魚亞目慈鯛科的其中一種，被IUCN列為易危保育類動物，分布於非洲剛果河下游流域，體長可達12公分，棲息在植被生長、沙底質水域，生活習性不明。

## 擴展閱讀
維基物種上的相關：條紋胸麗魚